# Thomas Lange (Archivpädagoge)
Thomas Lange (* 1943) ist ein deutscher Archivpädagoge und promovierter Historiker.

## Leben
Lange war Lehrer an einer gymnasialen Oberstufenschule in Darmstadt und arbeitete anschließend als Archivpädagoge abgeordnet am Hessischen Staatsarchiv Darmstadt. In den Jahren von 1982 bis 1984 arbeitete er als Lektor an der Universität Peking und an der Fremdsprachenhochschule Guangzhou, der heutigen Guangdong University of Foreign Studies in Kanton.
Lange veröffentlicht zur Geschichts- und Literaturdidaktik, zur Literaturgeschichte und zur hessischen Landesgeschichte. Er tritt außerdem als Herausgeber von Quellensammlungen für den Geschichtsunterricht hervor.

## Veröffentlichungen
- „Ein reger Eifer zum Fortschreiten“. Industrialisierung in Darmstadt und Südhessen. Dokumente 1853–1914. Quellensammlung. Auswahl, Einführung und didaktische Hinweise von Thomas Lange. Hessisches Staatsarchiv, Darmstadt ab 2000 in 17 Publikationen, ISBN 3-933112-09-5.
- mit Gerd Steffens: Der Nationalsozialismus. Band 1: Staatsterror und Volksgemeinschaft 1933–1939. Wochenschau, Schwalbach/Ts. 2009, ISBN 978-3-89974-399-9.
- mit Gerd Steffens: Der Nationalsozialismus. Band 2: Volksgemeinschaft, Holocaust und Vernichtungskrieg 1939–1945. Wochenschau, Schwalbach/Ts. 2011, ISBN 978-3-89974-464-4.
- „Endlich wieder ein vernünftiges Wort von Mensch zu Mensch“. Der Briefwechsel zwischen Alexander Büchner und Otto Adolf Ellissen 1883 - 1902. Quellen und Forschungen zur hessische Geschichte 186. Selbstverlag der historischen Kommission Darmstadt und der historischen Kommission für Hessen. Darmstadt 2021, ISBN 978-3-88443-341-6.